# La barca (film)
La barca (The Boat) è un cortometraggio del 1921 di Buster Keaton e di Eddie Cline.

## Trama
Un giovane padre riesce ad ultimare la costruzione di una barca, la Damfino (nome che sarà fonte di guai), all'interno del suo garage. Decide di procedere al varo ma durante la costruzione non ha tenuto conto delle dimensioni della porta della sua autorimessa rispetto a quelle della barca e, mentre la trasporta fuori, demolisce la propria casa. Con la moglie e i due figli piccoli, perciò, dopo un travagliato varo, in cui perde anche l'auto e la barca va a fondo, decide di trasferirsi e di vivere nell'imbarcazione, rimessa a galla. La Damfino è costruita in modo intelligente, con le sovrastrutture pieghevoli in modo da poter passare sotto i ponti più bassi ma questo non evita al protagonista numerose cadute in acqua. Anche un semplice pasto a tavola diventa un problema a bordo dell'instabile natante come pure dormire nelle cuccette. Il peggio arriva quando, di notte, la barca e il suo capitano devono affrontare una tempesta. Trovandosi in pericolo, il protagonista lancia pure un S.O.S. ma nell'ufficio della Guarda Costiera, l'addetto a riceverlo equivoca sul nome della barca e non ne tiene conto. Ormai disalberata e alla deriva, la barca si capovolge più volte ed inizia ad imbarcare acqua. In breve la Damfino affonda ed i bambini e la donna trovano posto sulla minuscola scialuppa di salvataggio (in effetti la vasca da bagno di casa) mentre il marito decide di affondare, onorevolmente, con la barca.

## Curiosità
Il nome della barca (Damfino) è un gioco di parole dall'Inglese, che viene utilizzato da Keaton alla fine del film, per l'ultima battuta. Dopo il naufragio, la moglie gli chiede "Dove siamo?" e lui risponde "Damfino" che è la contrazione di "Damned if I know", cioè "(Che io sia) dannato se lo so".

## Produzione
Il film fu prodotto dalla First National Pictures e venne girato a Balboa Island (Newport Beach) e a Los Angeles.

## Distribuzione
Distribuito dalla First National Pictures, il film uscì nelle sale USA il 10 novembre 1921. Nel 2002 uscì in riedizione in Spagna: furono venduti 47.543 biglietti e incassati 73.005 dollari (data 31 agosto 2002). Il film, di cui vengono conservate alcune copie, è uscito anche negli USA in VHS e DVD.

### Data di uscita
IMDb e Silent Era DVD
- USA	10 novembre 1921
- Finlandia	30 dicembre 1923
- Spagna   1982 (riedizione)
- USA  1995 VHS
- USA 23 novembre 1999  DVD
- USA  2001  DVD
- USA  2002  DVD
- Germania  2006 DVD

Alias
- The Boat	USA (titolo originale)
- La barca	Italia / Spagna
- A csónak	Ungheria
- Buster merenkulkijana	Finlandia
- Frigo capitaine au long cours	Francia